# Taiojni (Primórie)
|  | Per a altres significats, vegeu «Taiojni». |

Taiojni (en rus: Таёжный) és un poble (un possiólok) del krai de Primórie, a l'Extrem Orient de Rússia, que en el cens del 2010 tenia 395 habitants.